# 마인크래프트 에듀케이션 에디션
《마인크래프트 에듀케이션 에디션》(Minecraft Education Edition)은 모장이 마인크래프트 포켓에디션을 기반으로 C++로 만든 비디오 게임이다. 원래는 가격이 5달러였지만, 코로나바이러스감염증-19 때문에 2020년 3월 26일부터 무료로 다운로드할 수 있게되었다.윈도우,휴대폰,태블릿,닌텐도에서 플레이할수 있다